# Esper Beloselski
Esper Beloselski (en ruso: Эспер Белосельский; 20 de octubre de 1870-5 de enero de 1921) fue un deportista ruso que compitió en vela en la clase 10 Metre. Participó en los Juegos Olímpicos de Estocolmo 1912, obteniendo una medalla de bronce en la clase 10 Metre.

## Palmarés internacional
| Juegos Olímpicos | Juegos Olímpicos   | Juegos Olímpicos  | Juegos Olímpicos |
| Año              | Lugar              | Medalla           | Clase            |
| ---------------- | ------------------ | ----------------- | ---------------- |
| 1912             | Estocolmo (Suecia) | Medalla de bronce | 10 Metre         |